# Colonia Santa Fe, Guerrero
Colonia Santa Fe är en ort i Mexiko.   Den ligger i kommunen La Unión de Isidoro Montes de Oca och delstaten Guerrero, i den södra delen av landet, 400 km sydväst om huvudstaden Mexico City. Colonia Santa Fe ligger 10 meter över havet och antalet invånare är 171.
Terrängen runt Colonia Santa Fe är platt. Havet är nära Colonia Santa Fe åt sydost.  Närmaste större samhälle är Lázaro Cárdenas, 13,8 km väster om Colonia Santa Fe. 